# Jost Amman

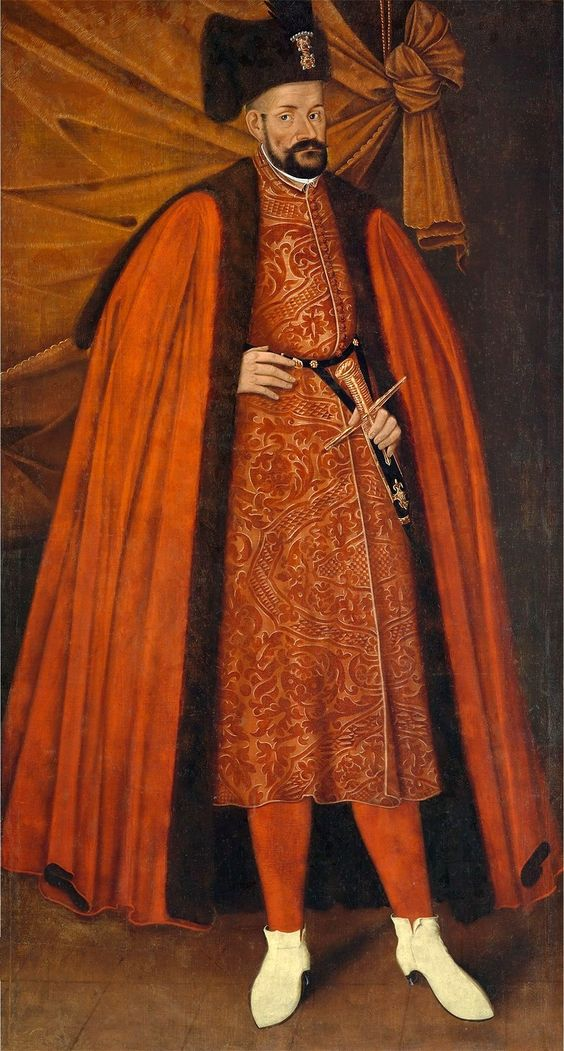
portret Stefana Batorego

Jost Amman (ur. w 1539 roku w Zurychu, zm. 17 marca 1591 w Norymberdze) – szwajcarski rytownik i malarz. Często jako data urodzin artysty, błędnie jest podawana data jego chrztu - 13 czerwca 1539. Działał głównie w Norymberdze gdzie wyjechał mając 21 lat. Tworzył portrety, projekty witraży a także miedzioryty francuskich władców z opisami biograficznymi. Ilustrował obyczaje i stroje swojej epoki (Księga stanów Hansa Sachsa, Księga ubiorów kobiecych). Tworzył głównie ilustracje do Biblii jak również do ksiąg Boccaccia czy Lutra. Przez wiele lat pracował wspólnie z Virgilem Solisem.